# Перелік наукових об'єктів, що становлять національне надбання
Список наукових об'єктів, що становлять національне надбання України станом на лютий 2011 включає:
| Науковий об'єкт | Місце знаходження                                                       | Підпорядкованість          | Рік включення |
| --- | ----------------------------------------------------------------------- | -------------------------- | ------------- |
| Автоматизований інформаційний фонд науково-дослідних та дослідно-конструкторських робіт і захищених дисертацій Українського інституту науково-технічної і економічної інформації | м. Київ                                                                 | МОН                        | 2001          |
| Аеродинамічний комплекс на базі дозвукової аеродинамічної труби ТАД-2 Національного авіаційного університету | м. Київ                                                                 | МОН                        | 2006          |
| Аеродинамічний комплекс на базі надзвукової аеродинамічної труби Т-6 Національного аерокосмічного університету імені М. Є. Жуковського «Харківській авіаційний інститут» | м. Харків                                                               | МОН                        | 2001          |
| Аксіальний меридіанний круг Миколаївської астрономічної обсерваторії | м. Миколаїв                                                             | МОН                        | 2001          |
| Алчевська наукова лазерна станція спостережень штучних супутників Землі Донбаського гірничо-металургійного інституту | Ісаківське водосховище, Перевальський район Луганської області          | МОН                        | 2004          |
| Ампелографічна колекція та колекція промислово цінних мікроорганізмів для виробництва Інституту винограду і вина «МАГАРАЧ» | с. Віліне Бахчисарайського району та м. Ялта, Автономна Республіка Крим | НААНУ                      | 2001          |
| Арборетум Нікітського ботанічного саду національного наукового центру Української академії аграрних наук | смт Нікіта, Автономна Республіка Крим                                   | НААНУ                      | 2001          |
| Археолого-етнографічні колекції Луганського державного педагогічного університету імені Тараса Шевченка | м. Луганськ                                                             | МОН                        | 2004          |
| Архів рукописних фондів Інституту літератури імені Т. Г. Шевченка | м. Київ                                                                 | НАН України                | 2004          |
| Архівні наукові фонди рукописів та фонозаписів Інституту мистецтвознавства, фольклористики та етнографії імені М. Т. Рильського | м. Київ                                                                 | НАН України                | 2004          |
| Астрономічний комплекс на базі двометрового дзеркального телескопа високогірної обсерваторії «Терскол» Міжнародного центру астрономічних та медико-екологічних досліджень при Президії Національної академії наук                                                                                         | Російська Федерація, Кабардино-Балкарська Республіка, с. Терскол        | НАН України                | 2007          |
| Багатоцільовий геофізичний комплекс для досліджень атмосфери та припливу метеорної речовини Харківського національного університету радіоелектроніки | с. Вільхуватка Балаклійського району Харківської області                | МОН                        | 2004          |
| Банк генетичних ресурсів рослин Інституту рослинництва імені В. Я. Юр'єва | Устимівська дослідна станція Глобинського району Полтавської області    | НААНУ                      | 2001          |
| Банк генетичних ресурсів тварин Інституту розведення і генетики тварин | с. Чубинське Бориспільського району Київської області                   | НААНУ                      | 2002          |
| Банк клітинних ліній Інституту фізіології імені О. О. Богомольця | м. Київ                                                                 | НАН України                | 2001          |
| Банк моноспецифічних імунодіагностикумів Інституту тваринництва | смт Кулиничі Харківської області                                        | НААНУ                      | 2004          |
| Банк штамів мікроорганізмів для ветеринарної медицини Інституту ветеринарної медицини | м. Київ                                                                 | НААНУ                      | 2001          |
| Баштовий сонячний телескоп БСТ-2 з комплексом телескопів-коронографів КГ-1, Г-2 Науково-дослідного інституту «Кримська астрофізична обсерваторія» | Автономна Республіка Крим, Бахчисарайський район, смт Научний           | МОН                        | 2007          |
| Випробувальний центр ВАТ «Науково-дослідний і проектно-конструкторський інститут атомного та енергетичного насособудування» | м. Суми                                                                 | Мінпромполітики            | 2006          |
| Генетичний фонд деревних, чагарникових, трав'янистих і квіткових рослин дендрологічного парку «Олександрія» | м. Біла Церква Київської області                                        | НАН України                | 2002          |
| Геологічний ландшафт та біологічна різноманітність біоти «Кам'яні Могили» Українського степового природного заповідника | с. Назарівка Донецької області                                          | НАН України                | 2004          |
| Гербарій Львівського національного університету імені Івана Франка | —                                                                       | МОН                        | 2002          |
| Гербарій Одеського національного університету імені І. І. Мечникова | —                                                                       | МОН                        | 2004          |
| Гербарій Харківського національного університету імені В. Н. Каразіна | —                                                                       | МОН                        | 2008          |
| Гербарій Чернівецького національного університету імені Юрія Федьковича | —                                                                       | МОН                        | 2004          |
| Гідродинамічні стенди Інституту проблем машинобудування імені А. М. Підгорного | м. Харків                                                               | НАН України                | 2006          |
| Дендрарій ботанічного саду Чернівецького національного університету імені Юрія Федьковича | —                                                                       | МОН                        | 2002          |
| Дифрактометричний комплекс нового покоління Інституту металофізики імені Г. В. Курдюмова | м. Київ                                                                 | НАН України                | 2001          |
| Документи педагогіко-психологічного та історико-культурного напряму 19 — 20 століття (1850-1917 рр.) Державної науково-педагогічної бібліотеки України | м. Київ                                                                 | Академія педагогічних наук | 2001          |
| Дослідно-випробувальний полігон для матеріалообробки вибухом, утилізації боєприпасів та ракет Науково-інженерного центру «Матеріалообробка вибухом» Інституту електрозварювання імені Є. О. Патона | м. Київ                                                                 | НАН України                | 2006          |
| Експериментальна база дослідно-випробувального МОН полігону Науково-дослідного та проектно-конструкторського інституту «Молнія» Національного політехнічного університету «Харківський політехнічний інститут»                                                                                            | смт Андріївка Балаклійського району Харківської області                 | МОН                        | 2001          |
| Експериментальний комплекс для гідродинамічних досліджень Інституту гідромеханіки | м. Київ                                                                 | НАН України                | 2008          |
| Експозиція «Степи України» Донецького ботанічного саду | —                                                                       | НАН України                | 2001          |
| Експозиція та колекція тропічних і субтропічних рослин Донецького ботанічного саду | —                                                                       | НАН України                | 2006          |
| Зібрання україніки та колекції стародрукованих і рукописних видань Львівської наукової бібліотеки імені Василя Стефаника | —                                                                       | НАН України                | 2001          |
| Зоологічні колекції Чернівецького національного університету імені Юрія Федьковича | —                                                                       | МОН                        | 2004          |
| Іоносферний зонд Інституту іоносфери | м. Зміїв, Харківської області                                           | МОН, НАН України           | 2001          |
| Клітинний банк ліній з тканин людини та тварин Інституту експериментальної патології, онкології та радіобіології імені Р. Є. Кавецького | м. Київ                                                                 | НАН України                | 2001          |
| Когерентно-оптичний процесор зображень Астрономічної обсерваторії Харківського національного університету імені В. Н. Каразіна | —                                                                       | МОН                        | 2001          |
| Колекції інтродуцентів деревних і кущових рослин дендрологічного парку «Софіївка» | м. Умань Черкаської області                                             | НАН України                | 2004          |
| Колекції інтродуцентів деревних рослин Державного дендрологічного парку «Тростянець» | селище Тростянець Ічнянського району Чернігівської області              | НАН України                | 2004          |
| Колекції інтродуцентів деревних та чагарникових рослин Криворізького ботанічного саду | —                                                                       | НАН України                | 2004          |
| Колекції квітково-декоративних рослин та монокультурні сади Національного ботанічного саду імені М. М. Гришка | м. Київ                                                                 | НАН України                | 2006          |
| Колекції та архів протоколів автопсій Музею хвороб людини Інституту клінічної патології Львівського національного медичного університету імені Данила Галицького | —                                                                       | МОЗ                        | 2006          |
| Колекційний генофонд екологічних форм часнику Львівського державного аграрного університету | —                                                                       | Мінагрополітики            | 2006          |
| Колекція «Скарби давньої історії України» Інституту археології | м. Київ                                                                 | НАН України                | 2001          |
| Колекція генетичних ресурсів шовковичного шовкопряда Національного наукового центру «Інститут експериментальної і клінічної ветеринарної медицини» | м. Харків                                                               | НААНУ                      | 2008          |
| Колекція генофонду шовковиці Національного наукового центру «Інститут експериментальної і клінічної ветеринарної медицини» | м. Харків                                                               | НААНУ                      | 2009          |
| Колекція гідробіонтів Світового океану Інституту біології південних морів імені О. О. Ковалевського | м. Севастополь                                                          | НАН України                | 2002          |
| Колекція зародкової плазми рослин флори України та світової флори Інституту клітинної біології та генетичної інженерії | м. Київ                                                                 | НАН України                | 2002          |
| Колекція каменю Науково-дослідного геолого-мінералогічного музею Криворізького технічного університету | —                                                                       | МОН                        | 2004          |
| Колекція клітинних культур для ветеринарної медицини і біотехнології Інституту експериментальної і клінічної ветеринарної медицини | м. Харків                                                               | НААНУ                      | 2004          |
| Колекція корисних ґрунтових мікроорганізмів для підвищення урожайності сільськогосподарських культур Інституту сільськогосподарської мікробіології | м. Чернігів                                                             | НААНУ                      | 2002          |
| Колекція коштовного і декоративного каміння Музею коштовного і декоративного каміння | смт Хорошів Житомирської області                                        | Мінфін                     | 2001          |
| Колекція культур мікроорганізмів-продуцентів антибіотиків Львівського національного університету імені Івана Франка | —                                                                       | МОН                        | 2002          |
| Колекція ліній дрозофіл кафедри генетики і цитології Харківського національного університету імені В. Н. Каразіна | м. Харків                                                               | МОН                        | 2013          |
| Колекція мікроорганізмів Інституту мікробіології і вірусології імені Д. К. Заболотного | м. Київ                                                                 | НАН України                | 2001          |
| Колекція морських та корисних для екологічної біотехнології штамів мікроорганізмів Одеського національного університету імені І. І. Мечникова | —                                                                       | МОН                        | 2004          |
| Колекція світового генофонду роду Fagopyrum Mill Науково-дослідного інституту круп'яних культур Подільської державної аграрно-технічної академії | м. Кам'янець-Подільський                                                | Мінагрополітики            | 2004          |
| Колекція стародруків Педагогічного музею України | м. Київ                                                                 | Академія педагогічних наук | 2001          |
| Колекція тварин зоопарку біосферного заповідника «Асканія-Нова» імені Ф. Е. Фальц-Фейна | смт Асканія-Нова Чаплинського району Херсонської області                | НААНУ                      | 2002          |
| Колекція тропічних і субтропічних рослин ботанічного саду Львівського національного університету імені Івана Франка | —                                                                       | МОН                        | 2002          |
| Колекція тропічних і субтропічних рослин Національного ботанічного саду імені М. М. Гришка | м. Київ                                                                 | НАН України                | 2001          |
| Колекція цінних зразків озимої пшениці та кукурудзи — сорти, популяції, унікальні мутантні та рекомбінантні лінії, інбредні лінії Інституту фізіології рослин і генетики | м. Київ                                                                 | НАН України                | 2002          |
| Колекція штамів збудників туляремії, сибірки, лістеріозу, еризипелоїду, псевдотуберкульозу, дифтерії, бруцельозу Центральної санітарно-епідеміологічної станції | м. Київ                                                                 | МОЗ                        | 2004          |
| Колекція штамів збудників холери О1 і не О1 Кримської протичумної станції | м. Сімферополь                                                          | МОЗ                        | 2004          |
| Колекція штамів мікроорганізмів та ліній рослин для харчової та сільськогосподарської біотехнології державної установи «Інститут харчової біотехнології та геноміки» | м. Київ                                                                 | НАН України                | 2009          |
| Колекція штамів мікроорганізмів Українського науково-дослідного протичумного інституту імені І. І. Мечникова | м. Одеса                                                                | МОЗ                        | 2004          |
| Колекція штамів патогенних для тварин Мінагрополітики мікроорганізмів Національного центру штамів мікроорганізмів Державного науково-контрольного інституту біотехнології і штамів мікроорганізмів | м. Київ                                                                 | Мінагрополітики            | 2004          |
| Колекція штамів рикетсій та арбовірусів Львівського науково-дослідного інституту епідеміології та гігієни | —                                                                       | МОЗ                        | 2001          |
| Комплекс випробувальних стендів для дослідження міцності матеріалів та елементів конструкцій в екстремальних умовах термосилового навантаження Інституту проблем міцності імені Г. С. Писаренка | м. Київ                                                                 | НАН України                | 2006          |
| Комплекс для дистанційного зондування навколоземного космічного простору Радіофізичної обсерваторії Харківського національного університету імені В. Н. Каразіна | с. Гайдари Зміївського району Харківської області                       | МОН                        | 2001          |
| Комплекс для фізичних досліджень при наднизьких температурах Фізико-технічного інституту низьких температур імені Б. І. Вєркіна | м. Харків                                                               | НАН України                | 2001          |
| Комплекс з вирощування монокристалічних плівок складних оксидів та дослідження їх фізико-хімічних властивостей Науково-виробничого підприємства «Карат» | м. Львів                                                                | Мінпромполітики            | 2004          |
| Комплекс історичних пам'яток Національного історико-археологічного заповідника «Ольвія» | с. Парутине Очаківського району Миколаївської області                   | НАН України                | 2002          |
| Комплекс науково-дослідних установок та обладнання для фізичного моделювання режимів польоту літаків Міжгалузевого науково-дослідного інституту проблем фізичного моделювання режимів польоту літаків Національного аерокосмічного університету імені М. Є. Жуковського «Харківський авіаційний інститут» | —                                                                       | МОН                        | 2002          |
| Комплекс скануючої тунельної та растрової електронної мікроскопії КПІ імені Ігоря Сікорського | м. Київ                                                                 | МОН, КПІ                   | 2015          |
| Комплекс унікальних телескопів: радіотелескоп РТ-22; 2,6-метровий телескоп імені академіка Г. А. Шайна; баштовий сонячний телескоп БСТ-1; гамма-телескоп ГТ-48; автоматичний дзеркальний телескоп АЗТ-11, лазерний супутниковий віддалемір «Сімеїз-1873» Кримської астрофізичної обсерваторії             | смт Кацівелі, смт Научний, Автономна Республіка Крим                    | МОН                        | 2001          |
| Комплекс унікальних установок та обладнання для випробування високою напругою електротехнічного устаткування, ізоляційних конструкцій державного підприємства «Науково-дослідний інститут високих напруг»                                                                                                 | м. Слов'янськ Донецької області                                         | Мінпаливенерго             | 2006          |
| Комплекс установок для великомасштабних гідравлічних і геотехнічних досліджень, лабораторії великомасштабних гідравлічних і геотехнічних досліджень | м. Кам'янське                                                           | Мінпаливенерго             | 2006          |
| Кримська колекція гербарію Нікітського ботанічного саду | смт Нікіта, м. Ялта, Автономна Республіка Крим                          | НААНУ                      | 2009          |
| Кріомагнітний радіоспектроскопічний комплекс міліметрового діапазону довжин хвиль Інституту радіофізики та електроніки імені О. Я. Усикова | м. Харків                                                               | НАН України                | 2006          |
| Лабораторія гамма-резонансної спектроскопії з аналізом електронів конверсії, гамма- і рентгенівського випромінювання Прикарпатського університету імені В. Стефаника | м. Івано-Франківськ                                                     | МОН                        | 2001          |
| Лазерні супутникові віддалеміри: «Київ-Голосіїв» Головної астрономічної обсерваторії та «Кацівелі-1893» Кримської лазерної обсерваторії при Головній астрономічній обсерваторії | м. Київ та смт Кацівелі, АРК                                            | НАН України                | 2001          |
| Магнітодинамічний комплекс Державної установи "Інститут технічних проблем магнетизму Національної академії наук України" | м. Харків                                                               | НАН України                | 2004          |
| Мікротрон М-30 Інституту електронної фізики | м. Ужгород                                                              | НАН України                | 2002          |
| Мінералогічна колекція Геологічного музею Івано-Франківського національного технічного університету нафти і газу | —                                                                       | МОН                        | 2007          |
| Музей патогенних для людини мікроорганізмів Інституту епідеміології та інфекційних хвороб імені Л. В. Громашевського | м. Київ                                                                 | Академія медичних наук     | 2001          |
| Надвисоковакуумний універсальний технологічний комплекс ВВУ-1Д Національного університету кораблебудування імені адмірала Макарова | м. Миколаїв                                                             | МОН                        | 2006          |
| Науковий комплекс з дослідним ядерним реактором ДР-200 та лабораторною установкою «Підкритична збірка активної зони атомного реактора» Севастопольського інституту ядерної енергії та промисловості | АРК                                                                     | Мінпаливенерго             | 2001          |
| Наукові зоологічні фондові колекції Інституту зоології імені І. І. Шмальгаузена | м. Київ                                                                 | НАН України                | 2001          |
| Наукові колекції з історії давніх культур та цивілізацій Одеського археологічного музею | —                                                                       | НАН України                | 2008          |
| Наукові фонди та музейна експозиція Державного природознавчого музею | м. Львів                                                                | НАН України                | 2001          |
| Наукові фонди та музейна експозиція Зоологічного музею Львівського національного університету імені Івана Франка | —                                                                       | МОН                        | 2004          |
| Наукові фонди та музейна експозиція Національного науково-природничого музею | м. Київ                                                                 | НАН України                | 2001          |
| Наукові фондові колекції та музейна експозиція Музею етнографії та художнього промислу Інституту народознавства | м. Львів                                                                | НАН України                | 2004          |
| Науково-дослідний комплекс апаратури для вивчення штучних небесних тіл ближнього космосу астрономічної обсерваторії Львівського національного університету імені Івана Франка | —                                                                       | МОН                        | 2008          |
| Науково-дослідний комплекс експериментальних установок з вивчення газодинамічних і теплофізичних процесів у турбомашинах Національного технічного університету «Харківський політехнічний інститут» | —                                                                       | МОН                        | 2006          |
| Науково-дослідний комплекс інтегральної, голограмної та волоконної оптики Науково-дослідного інженерно-впроваджувального центру пріоритетних технологій оптичної техніки «Спецприлад» | на базі ВО «Завод „Арсенал“», м. Київ                                   | Мінпромполітики            | 2001          |
| Науково-дослідний комплекс скануючої тунельної та растрової електронної мікроскопії для наноструктурних досліджень Інституту магнетизму | м. Київ                                                                 | НАН України, МОН           | 2004          |
| Національна еталонна база (державні еталони та лінійно-геодезичний полігон) Держстандарту | м. Київ                                                                 | Держстандарт               | 2001          |
| Національна словникова база Українського мовно-інформаційного фонду | м. Київ                                                                 | НАН України                | 2004          |
| Національний гербарій України (колекція рослин) та колекція культур шапинкових грибів Інституту ботаніки імені М. І. Холодного | м. Київ                                                                 | НАН України                | 2001          |
| Низькотемпературний банк біологічних об'єктів Інституту проблем кріобіології і кріомедицини | м. Харків                                                               | НАН України                | 2002          |
| Повний і недоторканний фонд всіх видів випущених видань Державного архіву друку державної наукової установи «Книжкова палата України імені Івана Федорова» | м. Київ                                                                 | Держкомтелерадіо           | 2008          |
| Пожежно-випробувальний полігон Українського науково-дослідного інституту пожежної безпеки | м. Київ                                                                 | МНС                        | 2004          |
| Полігон випробувань опор високовольтних ліній МОН електропередачі та баштових споруд Донбаської державної академії будівництва і архітектури | м. Макіївка                                                             | МОН                        | 2001          |
| Полігонний випробувальний комплекс Державного науково-випробувального центру Збройних Сил України | Автономна Республіка Крим, м. Феодосія                                  | Міноборони                 | 2006          |
| Радіотелескоп УТР-2 із системою інтерферометрів УРАН Радіоастрономічного інституту | м. Харків                                                               | НАН України                | 2001          |
| Рослинно-тваринний комплекс Карадазького природного заповідника та фонд стародруків (17-19 століття) бібліотеки заповідника | Феодосійський район, Автономна Республіка Крим                          | НАН України                | 2001          |
| Рослинно-тваринний комплекс та еталонні чорноземні ґрунти Луганського природного заповідника | —                                                                       | НАН України                | 2006          |
| Унікальна дослідницька агроекосистема яблуневого саду Уманського державного аграрного університету | —                                                                       | Мінагрополітики            | 2007          |
| Фонд видань, випущених у XIX столітті з сільськогосподарської тематики Державної наукової сільськогосподарської бібліотеки | м. Київ                                                                 | НААНУ                      | 2009          |
| Фонд книжкових пам’яток Центральної наукової бібліотеки Харківського національного університету імені В. Н. Каразіна | м. Харків                                                               | МОН                        | 2013          |
| Фонд рукописів, стародруків, рідкісних видань та фонд «Буковинензія» наукової бібліотеки Чернівецького національного університету імені Юрія Федьковича | —                                                                       | МОН                        | 2002          |
| Фонд рукописів, стародруків, рідкісних видань, історичних колекцій, архівний фонд України та депозитарій Національної бібліотеки України імені В. І. Вернадського | м. Київ                                                                 | НАН України                | 2001          |
| Фонд рукописних, стародрукованих та рідкісних книг наукової бібліотеки Львівського національного університету імені Івана Франка | —                                                                       | МОН                        | 2008          |
| Фонд стародруків, рідкісних видань та рукописів наукової бібліотеки Одеського національного університету імені І. І. Мечникова | —                                                                       | МОН                        | 2004          |
| Ядерно-фізичні установки Національного наукового центру «Харківський фізико-технічний інститут» | —                                                                       | НАН України                | 2001          |
| Ядерно-фізичні установки: дослідницький ядерний реактор з «гарячими камерами», ізохронний циклотрон «У-240» Наукового центру «Інститут ядерних досліджень» | м. Київ                                                                 | НАН України                | 2001          |